# Muhal Richard Abrams
Muhal Richard Abrams (19. september 1930 – 29. oktober 2017) var en amerikansk komponist, klarinettist og pædagog.
Han var stilistisk umulig at sætte i bås, idet han frit bruger elementer fra hele den sorte musiks historie, men han har også søgt mod den europæiske kompositionsmusik og skrevet værker for symfoniorkestre og for strygekvartet.
I 1990 var han den første modtager af de danske Jazzparpris og optrådte ved flere koncerter med Danmarks Radios Big Band.